# 奥斯陆大学学院
59°55′19″N 10°44′00″E / 59.92194°N 10.73333°E
奥斯陆大学学院（挪威語：Høgskolen i Oslo），成立于1994年，是挪威最大的大学学院（Høgskolen），位于首都奥斯陆。学院现有员工1100人，学生1.2万人，具备颁发学士和硕士学位的资格。

## 概况
1994年，挪威对其大学学院系统进行改革。奥斯陆地区的18所规模较小的大学学院合并成统一的奥斯陆大学学院，于1994年8月1日正式成立。原有的不少学院都拥有悠久的历史，因此奥斯陆大学学院很多课程的历史可追溯至19世纪。目前，奥斯陆大学学院的大部分校舍位于奥斯陆市中心。
奥斯陆大学学院注重理论知识与职业技能的有机结合。许多课程设有专门的实践环节，以帮助学生在学成之后更好地进入职业角色。学院广泛参与国际合作，与其他国家的高等院校实现包括老师和学生在内的人员交流，并开展课程设置等方面的国际协作。同时，奥斯陆大学学院还是佛罗伦萨护理与产科网络的成员学校。在挪威的高等教育体系内，大学学院与大学之间可以互转学分。

## 教学及研究单位

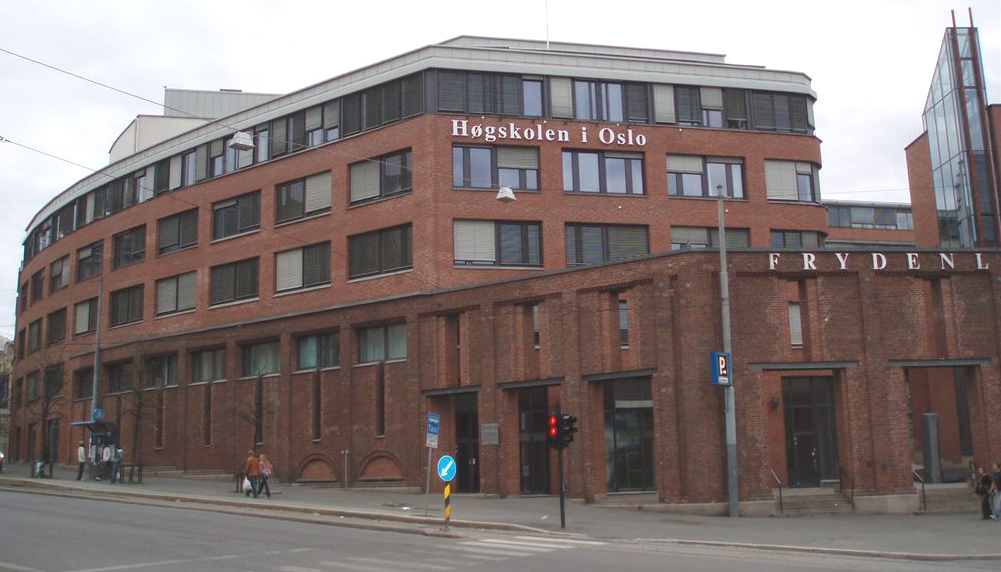
奥斯陆大学学院（Hans-Petter Fjeld摄）

奥斯陆大学学院设有7个学院，分别是：艺术、设计与戏剧学院、社会科学学院、教育与国际研究学院、工程学院、健康科学学院、新闻学、图书馆学与信息科学学院以及护理学学院。独立设置的中心有教育研究与发展中心、职业学习中心、国家多文化教育中心等。

## 专业设置及国际课程合作
奥斯陆大学学院开设了近30个学士层次的专业，主要以挪威语进行教学。开设了以挪威语教学的硕士专业15个，以英语教学的硕士专业7个。这两类硕士专业中均有多个属于校际合作办学专业，参与合作办学的院校既有挪威本国的奥斯陆大学、挪威生命科学大学，也有北欧其他国家的赫尔辛基大学、坦佩雷大学、厄勒布鲁大学等，还包括了欧洲其他国家以及部分非洲国家的院校。其中，数字图书馆学习Erasmus Mundus欧盟硕士课程由奥斯陆大学学院与爱沙尼亚塔林大学和意大利帕尔马大学联合开设。奥斯陆大学学院的职业学习中心开设有职业学习博士课程。